# Heather Menzies
Heather Menzies Urich  (Toronto, 3 december 1949 – Quinte West (Canada), 24 december 2017) was een Amerikaans actrice van Canadese afkomst. Ze werd vooral bekend in de rol van Louisa von Trapp in The Sound of Music.

## Privéleven
In 1969 trouwde ze met John Cluett. In 1973 scheidde ze weer van hem. In 1975 trouwde ze met acteur Robert Urich. Hij overleed in 2002 aan kanker. Menzies woonde in Los Angeles en had drie kinderen. Ze overleefde eierstokkanker. Eind november 2017 werd bij Menzies een hersentumor geconstateerd, waaraan ze op kerstavond 2017 overleed op 68-jarige leeftijd.

## Filmografie
- The Sound of Music (1965)
- Hawaii (1966) (1966)
- Piranha (1978)
- How Sweet It Is! (1968)
- Hail Hero (1969)
- The Computer Wore Tennis Shoes (1969)
- Sssssss (1971)
- Red, White and Busted (1975)
- Endangered Species (1982)

## Trivia
- Tijdens de opnames van The Sound of Music in de scène met de boot, redde Menzies de jongere actrice Kym Karath van de verdrinkingsdood.